# Michael Forbes (calciatore)
Michael Forbes (Ardboe, 19 giugno 2004) è un calciatore nordirlandese, difensore del Northampton Town in prestito dal West Ham Utd Under-21 e della nazionale nordirlandese.

## Carriera

### Club
Forbes ha iniziato a giocare a calcio in Irlanda del Nord con Ardboe, Cookstown Youth e Dungannon Swifts prima di passare al West Ham Utd nel 2020. Il 31 maggio 2022 ha firmato il suo primo contratto professionistico con il club ed il 3 novembre 2022 ha ricevuto la sua prima convocazione in prima squadra per il match della fase a gironi di Conference League contro il FCSB.
Il 5 luglio 2024 passa in prestito al Bristol Rovers. Il 3 gennaio 2025 viene richiamato dalla squadra londinese per recuperare a seguito di un infortunio.
Il 30 gennaio 2025 passa in prestito al Colchester United. A marzo 2025 viene nuovamente richiamato dagli hammers per riprendersi da un ulteriore infortunio ricevuto.
Il 25 luglio 2025 passa in prestito al Northampton Town.

### Nazionale
Ha giocato numerose partite con le varie nazionali giovanili nordirlandesi.
Il 15 novembre 2023 è stato convocato per la prima volta dalla nazionale maggiore nordirlandese al posto dell'infortunato Andy Lyons. Ha esordito pochi giorni dopo nell'incontro di UEFA Nations League perso 4-0 contro la Finlandia, entrando in campo nei minuti finali del secondo tempo.

## Statistiche

### Cronologia presenze e reti in nazionale
| Cronologia completa delle presenze e delle reti in nazionale ― Irlanda del Nord | Cronologia completa delle presenze e delle reti in nazionale ― Irlanda del Nord | Cronologia completa delle presenze e delle reti in nazionale ― Irlanda del Nord | Cronologia completa delle presenze e delle reti in nazionale ― Irlanda del Nord | Cronologia completa delle presenze e delle reti in nazionale ― Irlanda del Nord | Cronologia completa delle presenze e delle reti in nazionale ― Irlanda del Nord | Cronologia completa delle presenze e delle reti in nazionale ― Irlanda del Nord | Cronologia completa delle presenze e delle reti in nazionale ― Irlanda del Nord |
| Data                                                                            | Città                                                                           | In casa                                                                         | Risultato                                                                       | Ospiti                                                                          | Competizione                                                                    | Reti                                                                            | Note                                                                            |
| ------------------------------------------------------------------------------- | ------------------------------------------------------------------------------- | ------------------------------------------------------------------------------- | ------------------------------------------------------------------------------- | ------------------------------------------------------------------------------- | ------------------------------------------------------------------------------- | ------------------------------------------------------------------------------- | ------------------------------------------------------------------------------- |
| 17-11-2023                                                                      | Helsinki                                                                        | Finlandia                                                                       | 4 – 0                                                                           | Irlanda del Nord                                                                | Qual. Euro 2024                                                                 | -                                                                               | 85’                                                                             |
| Totale                                                                          |                                                                                 | Presenze                                                                        | 1                                                                               |                                                                                 | Reti                                                                            | 0                                                                               |                                                                                 |